# روبرت یاشاری
روبرت یاشاری (آلبانیایی: Robert Jashari; ۲ فوریهٔ ۱۹۳۸ – ۲۲ ژانویهٔ ۲۰۲۲) بازیکن و مربی فوتبال اهل آلبانی بود.
از باشگاه‌هایی که در آن بازی کرده‌است می‌توان به باشگاه فوتبال پارتیزانی تیرانا اشاره کرد.
وی همچنین در تیم ملی فوتبال آلبانی بازی کرده‌است.